# فريدا دايموند
فريدا دايموند (بالإنجليزية: Freda Diamond)‏ هي فنانة أمريكية، ولدت في 1905 في نيويورك في الولايات المتحدة، وتوفيت في 1998.